# Militante Arbeiterfront
Die Militante Arbeiterfront – PAME – (Griechisch: Πανεργατικό Αγωνιστικό Μέτωπο, ΠΑΜΕ, Panergatiko Agonistiko Metopo) ist eine kommunistisch orientierte Organisation innerhalb der griechischen Gewerkschaftsbewegung. Sie wurde auf Initiative von Gewerkschaftern der Kommunistischen Partei Griechenlands im April 1999 gegründet. Nach eigenen Angaben hatten die Mitgliedsgewerkschaften der Pame im Jahr 2005 etwa 415.000 Mitglieder. Im Juni 2012 wurde die Mitgliederzahl mit 850.000 angegeben. Die Pame ist Mitglied im Weltgewerkschaftsbund. Erwähnenswert ist, dass „pame“ als Verb im Griechischen so viel wie „lasst uns gehen“ (im Sinne von losgehen, vorwärtsgehen), oder „vorwärts“, heißt bzw. dem Englischen „lets'go“ oder dem Spanischen „vamos“ entspricht.